# Torre di Capodiferro
La torre di Capodiferro fu una torre costiera edificata lungo le coste del Mar Tirreno, presso il fiume Garigliano, nel X secolo, distrutta nel XX.

## Storia

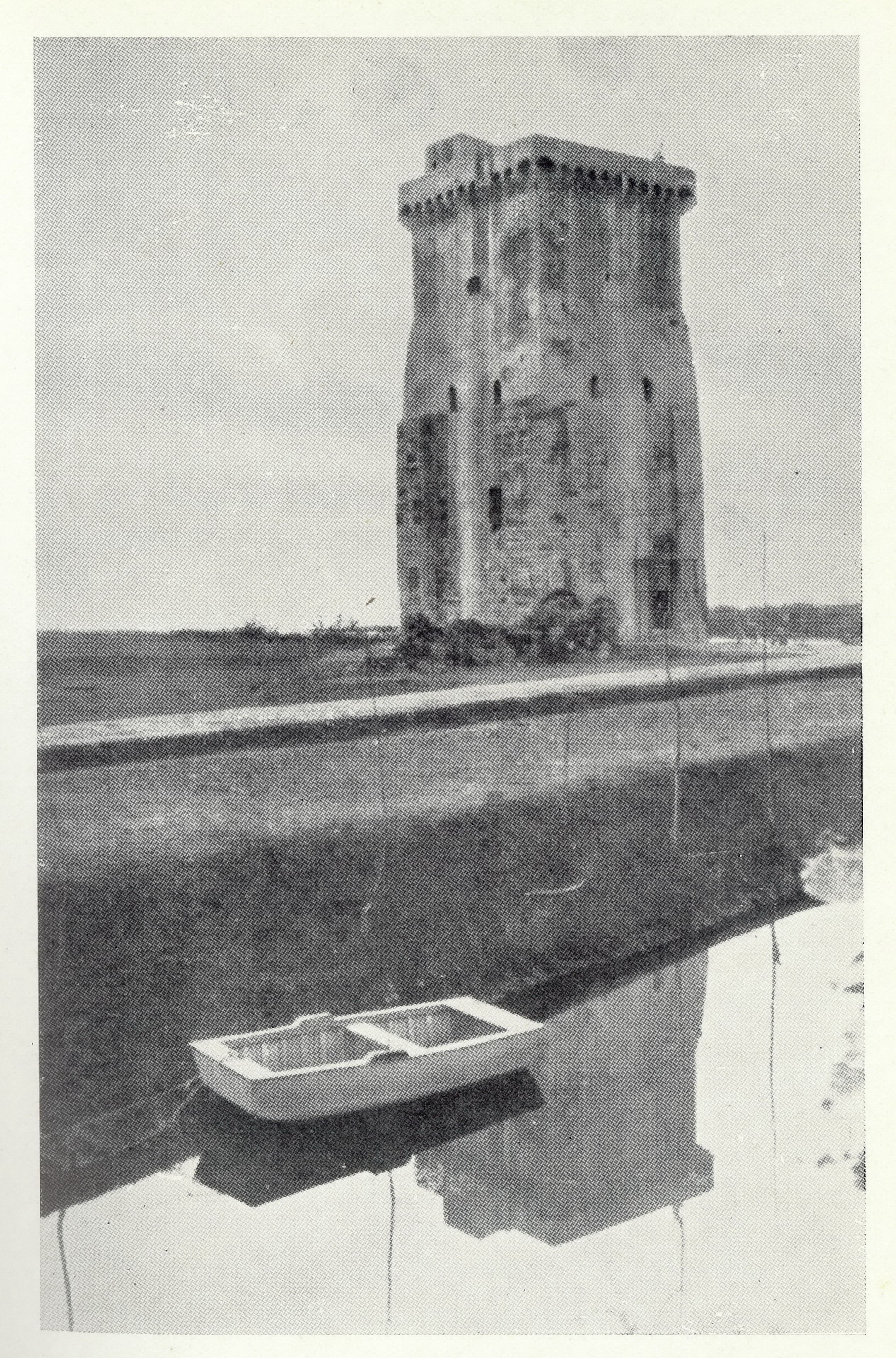
Altra vista della torre di Capodiferro presso la foce del Garigliano

Fu edificata su preesistenti fondazioni romane in opus reticulatum sulla sponda sud del Garigliano dal principe di Benevento Pandolfo Capodiferro tra il 930 e il 960. Fu anche identificata nelle antiche mappe come "Turris ad Mare". La fortificazione serviva a sorvegliare la foce del fiume da eventuali attacchi dei Saraceni. Faceva parte di un articolato sistema di torri simili edificate lungo tutta la linea di costa e nell'immediato interno, che attraverso l'accensione di fuochi o segnali acustici avvertivano le genti delle città interne della presenza o meno di eventuali truppe ostili. I Saraceni erano stati scacciati dall'area nel 915 da una coalizione guidata da papa Giovanni X. Erano arrivati presso Traetto nell'881 e qui erano rimasti per circa quarant'anni, da qui partivano per devastare e saccheggiare mezza Italia. La torre di avvistamento a pianta quadrata era alta circa 25 metri e circa 13 metri di lato. Il principe Capodiferro per costruirla fece prendere gran parte dei materiali costruttivi e decorativi dalle rovine della vicina città di Minturnae. L'edificazione della torre da parte del principe Pandolfo è attestata da due cippi ora murati nel campanile del duomo di Gaeta.
Il presidio entrò nel 1066 tra i possedimenti dell'abate di Montecassino. L'atto di donazione di Riccardo e Giordano, principi di Capua, attesta che il sito era divenuto un piccolo borgo fortificato, con un nucleo di case e una chiesa, circondate da mura. Fu usata anche come faro a partire dal XVII secolo.
La torre sorgeva sulla sponda campana del Garigliano, quasi di fronte al tempio edificato sulla sponda laziale, dove gli Italici prima ed i Romani poi veneravano il culto della ninfa Marica. Alle spalle della torre si estendeva un bosco sacro dedicato a questo culto. La presenza di opus reticulatum fa pensare ad un preesistente edificio di culto per la dea.
Nel 1929, il ministro della pubblica istruzione Pietro Fedele, la restaurò e ne fece un museo, tuttavia durante la seconda guerra mondiale la torre fu minata, insieme al Ponte Real Ferdinando, dalla  Wehrmacht in ritirata dall'avanzata degli anglo-americani e fatta brillare nel dicembre 1943, e la collezione che custodiva finì depredata e dispersa, anche se nel 1985 furono ritrovati una statua di Artemide e la tabula patronatus rubate al museo e poi riesposti in Sessa Aurunca nel 2007.

## Il museo
Nel Museo della Civiltà aurunca Fedele riunì un grosso numeri di reperti di varie epoche e la sua biblioteca personale. Formavano la raccolta incentrata su pezzi databili tra l'VIII secolo a.C. e il 1936, centinaia di monete d'oro, d'argento e di bronzo delle età romana e medioevale, vasellame ausone, etrusco ed egizio, opere del periodo borbonico, documenti autografi di Mazzini e di Garibaldi e due reperti trafugati dai tedeschi durante la Seconda guerra mondiale e rimpatriati nel 2007: la Tabula patronatus di Flavio Teodoro e un'Artemide acefala (marmo di età imperiale).